# Ка Гето (Венеција)
Ка Гето (итал. Ca' Ghetto) је насеље у Италији у округу Венеција, региону Венето.
Према процени из 2011. у насељу је живело 26 становника. Насеље се налази на надморској висини од 2 м.